# Dioptis peregrina
Dioptis peregrina är en fjärilsart som beskrevs av Erich Martin Hering 1925. Dioptis peregrina ingår i släktet Dioptis och familjen tandspinnare. Inga underarter finns listade i Catalogue of Life.